# Cazères
Cazères település Franciaországban, Haute-Garonne megyében. Lakosainak száma 4818 fő (2022. január 1.). Cazères Lavelanet-de-Comminges, Couladère, Le Fousseret, Gensac-sur-Garonne, Mondavezan, Palaminy, Saint-Christaud, Saint-Julien-sur-Garonne és Saint-Michel községekkel határos.

## Népesség
A település népességének változása:
| Lakosok száma | 3405 | 3294 | 3155 | 3898 | 4877 | 4865 | 4889 | 4799 | 4753 | 4818 |
|               | 1968 | 1982 | 1990 | 2006 | 2013 | 2015 | 2017 | 2019 | 2020 | 2022 |